# Luchsingen
Luchsingen is een plaats en voormalige gemeente in het Zwitserse kanton Glarus, en maakt sinds 1 januari 2011 deel uit van de gemeente Glarus Süd.

## Geschiedenis
In 1868 is de gemeente Leuggelbach afgesplitst van Luchsingen
De toenmalige gemeente kreeg op 1 januari 2004 zijn maximale omvang na een fusie van de toenmalige zelfstandige gemeenten Hätzingen, Diesbach en Luchsingen.

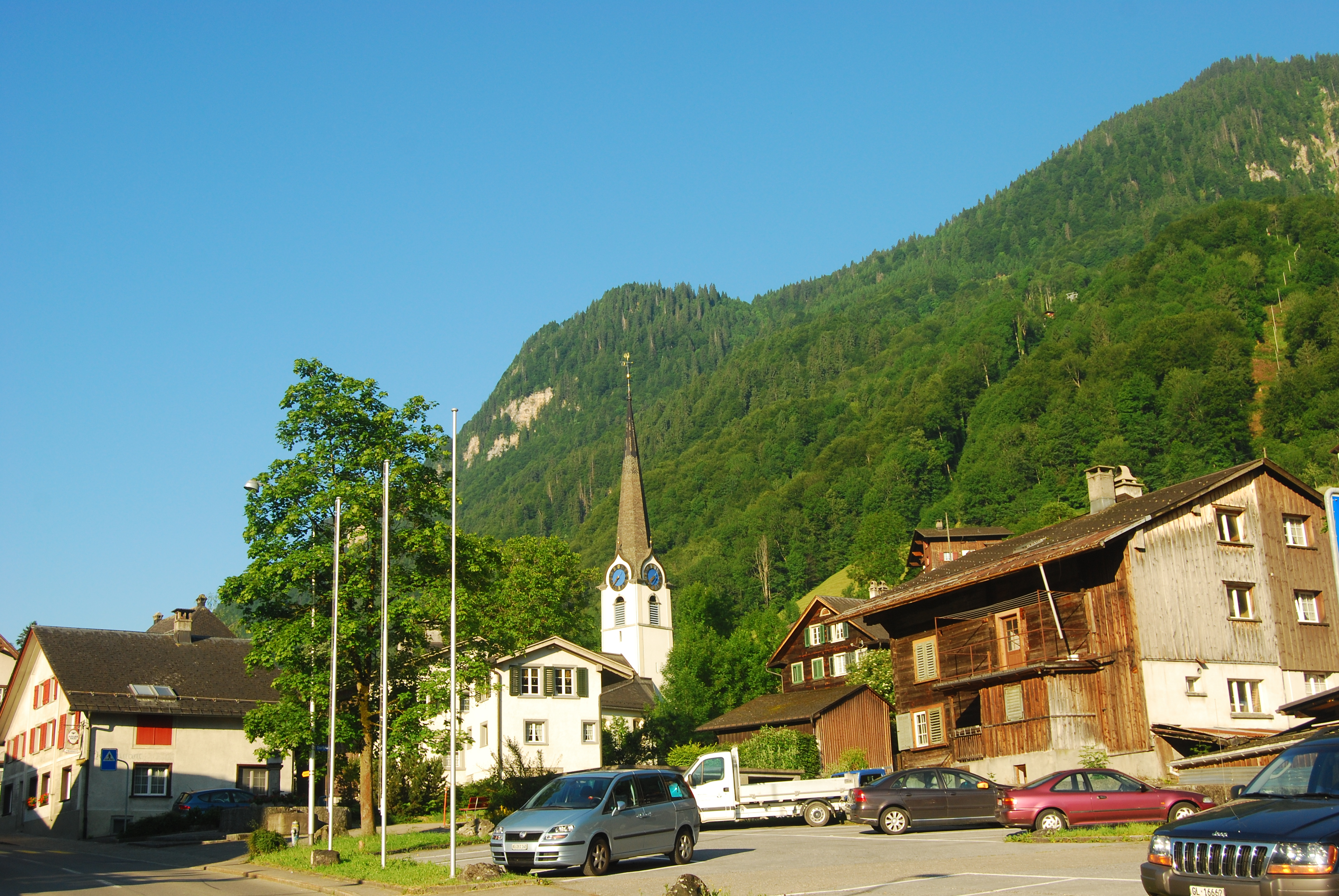
Luchsingen

- Historisch woordenboek van Zwitserland: 000771
- Virtual International Authority File: 247382232